# Świercze (Borki-Wyrki)
Świercze – część wsi Borki-Wyrki w Polsce, położona w województwie mazowieckim, w powiecie siedleckim, w gminie Zbuczyn.
Administracyjnie Świercze są odrębnym sołectwem.
W latach 1975–1998 Świercze administracyjnie należały do województwa siedleckiego.
Wierni Kościoła rzymskokatolickiego należą do parafii św. Stanisława i Aniołów Stróżów w Zbuczynie.